# Prière des chevaliers de l'ordre souverain de Malte
La prière des chevaliers de l’ordre souverain de Malte est l’oraison quotidienne que prononcent les membres de l’ordre souverain de Malte à partir de leur entrée dans l’ordre. Elle impose aux membres de pratiquer la charité auprès des malades, d’honorer la tradition de l'ordre et de faire preuve de fidélité envers l’Église catholique romaine, dans une perspective évangélique. Elle implore l'intercession du bienheureux Gérard, fondateur de l'Ordre, de saint Jean-Baptiste, saint patron de l'Ordre et de la Vierge de Philerme, sous la protection de laquelle l'Ordre se place.

## Prière quotidienne des chevaliers
« Seigneur Jésus,

Vous qui avez daigné m'appeler dans les rangs des chevaliers de l'ordre de Saint-Jean-de-Jérusalem, 

je vous supplie humblement, 

par l'intercession de la Très Sainte Vierge de Philerme, 

de saint Jean-Baptiste, du bienheureux Gérard et de tous les saints, 

de m'aider à rester fidèle aux traditions de notre Ordre, 

en pratiquant la religion catholique, apostolique et romaine, 

en la défendant contre l'impiété 

et en exerçant la charité envers mon prochain, 

avant tout envers les pauvres et les malades. 

Donnez-moi les forces nécessaires pour pouvoir mettre en exécution ces désirs, 

selon les enseignements de l'Évangile, 

avec un esprit désintéressé et profondément chrétien, 

pour la gloire de Dieu, 

la Paix du monde 

et le bien de l'ordre de Saint-Jean-de-Jérusalem.

Amen »
En latin :
« Domine Jesu, 

qui me Militiae Equitum Sancti Ioannis Hierosolymitani 

participem fieri dignatus es, 

Te humiliter deprecor, ut, 

Beata Maria Virgine a Filermo, 

Sancto Ioanne Baptista, 

Beato Gerardo 

cunctisque Sanctis intercedentibus, 

ad sacra Ordinis nostri instituta servanda benigne me adiuves :

Religionem Catholicam, Apostolicam, Romanam firmiter colam 

ac adversus impietatem strenue defendam. 

Caritatem erga proximum, 

praesertim erga pauperes atque infirmos, diligenter exerceam.

Concede mihi virtutes, quibus indigeo, ut, 

ad Evangelii normam, 

haec pia vota ad maiorem Dei gloriam, 

totius mundi pacem 

nostrique Ordinis profectum, 

mei immemor animoque penitus Christiano, 

valeam implere.

Amen  »